# Steve Williams (piłkarz)
Steven Charles Williams (ur. 12 lipca 1958 w Romford) – angielski piłkarz występujący na pozycji pomocnika. Wychowanek Southampton, w trakcie swojej kariery grał także w takich zespołach jak Arsenal, Luton Town, Exeter City oraz Derry City. Sześciokrotny reprezentant Anglii.